# سيراس إتش غوردون
سيراس إتش غوردون (بالإنجليزية: Cyrus Herzl Gordon) هو لغوي وعالم إنسان وأستاذ جامعي أمريكي، ولد في 29 يونيو 1908 في فيلادلفيا في الولايات المتحدة، وتوفي في 30 مارس 2001 في بروكلين في الولايات المتحدة.